# Gemeinschaften von Jerusalem

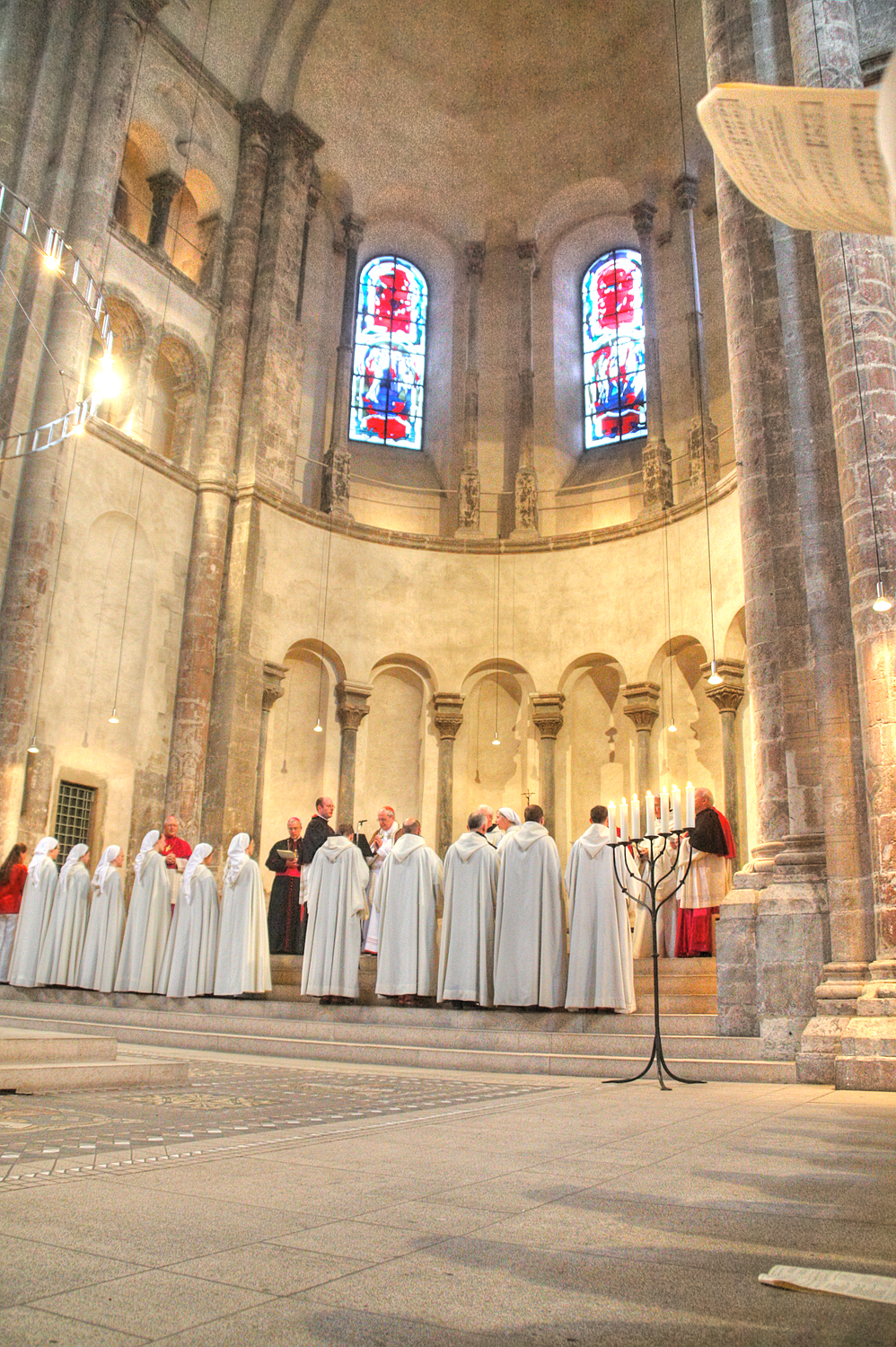
Gemeinschaften von Jerusalem bei der Vesper in Groß St. Martin in Köln

Die Brüder und Schwestern der Monastischen Gemeinschaften von Jerusalem (französisch Fraternités monastiques de Jérusalem, Ordenskürzel FMJ) sind eine Vereinigung verschiedener Gemeinschaften, die aus Priestern, Ordensbrüdern und -schwestern und Laien weltweit bestehen.

## Geschichte und Ordensleben
Die Gemeinschaften wurde in Folge der Erneuerungsbewegung des Zweiten Vatikanischen Konzils auf Initiative des Erzbischofs von Paris François Kardinal Marty ins Leben gerufen. Er beauftragte 1975 Pierre-Marie Delfieux, damals Studentenkaplan an der Sorbonne, damit, eine Gemeinschaft zu bilden, die Spiritualität der Einsamkeit der Wüste, wie sie von Charles de Foucauld gelebt wurde, in die Herzen der Städte zu tragen. Die Ordensregel der Gemeinschaften ist in dem von Delfieux 1978 geschriebenen Lebensbuch (Livre de vie) niedergelegt. „Die Wüste ist heute ebenso in der Stadt […] Sei heute ein Städter mit den Städtern.“
Die Brüder und Schwestern arbeiten für ihren Lebensunterhalt halbtags in einem Beruf, während sie die andere Tageshälfte dem kontemplativen Gebet und der Gemeinschaft widmen. Da ihre Spiritualität auf dem Leben in der Großstadt beruht, gründen sie ihre Gemeinschaften im Herzen großer Metropolen und auch an Wallfahrtsorten. Mit ihrer feierlich-meditativ gestalteten, ostkirchlich beeinflussten Liturgie des Stundengebets sind sie dort oft spirituelle Zentren. Grundlage für das Leben der Gemeinschaft ist das Lebensbuch von Jerusalem.
Die Gemeinschaften von Jerusalem bestehen immer aus einer Schwestern- und einer Brüdergemeinschaft an einem Ort, wobei sie dort getrennt zur Miete wohnen, jedoch ihre Gottesdienste gemeinsam feiern. 
Die Gemeinschaften von Jerusalem umfassten im Jahr 2007 rund 200 Mitglieder aus 30 verschiedenen Ländern. Der mit der Gemeinschaften von Jerusalem verbundenen Laiengemeinschaften „Familie von Jerusalem“ gehören etwa 1000 Mitglieder in 20 Gemeinschaften an (Stand 2013).

## Standorte
- Deutschland: Köln (Groß St. Martin, seit 2009)[4][5]; Gemeinschaft der Brüder verlässt (vorläufig) Köln zum September 2022, Gemeinschaft der Schwestern bleibt in Köln[6]
- Belgien: Brüssel (Saint-Gilles, seit 2001)
- Frankreich: Paris (St-Gervais-St-Protais, seit 1975), Mont-Saint-Michel (Abteikirche Mont-Saint-Michel, seit 2001),[2] Vézelay (Ste-Marie-Madeleine, seit 1993), Straßburg (Johanniskirche, seit 1993), La Ferté-Imbault (Magdala, seit 1985), Lourdes-Ossun
- Kanada: Montreal (Sanctuaire du Saint-Sacrement, seit 2004)
- Italien: Florenz (Badia Fiorentina, seit 1998), Rom (Santa Trinità dei Monti, 2006–2016; ab 2016 San Sebastiano al Palatino), Pistoia (Parrocchia San Paolo Apostolo, seit 2008)[7], Marradi (Eremitage von Gamogna, seit 1998)
- Polen: Warschau (Unserer Lieben Frau von Jerusalem; Kościół Matki Bożej Jerozolimskiej / Matki Boskiej Częstochowskiej; seit 2010)